# Paul Baudouin

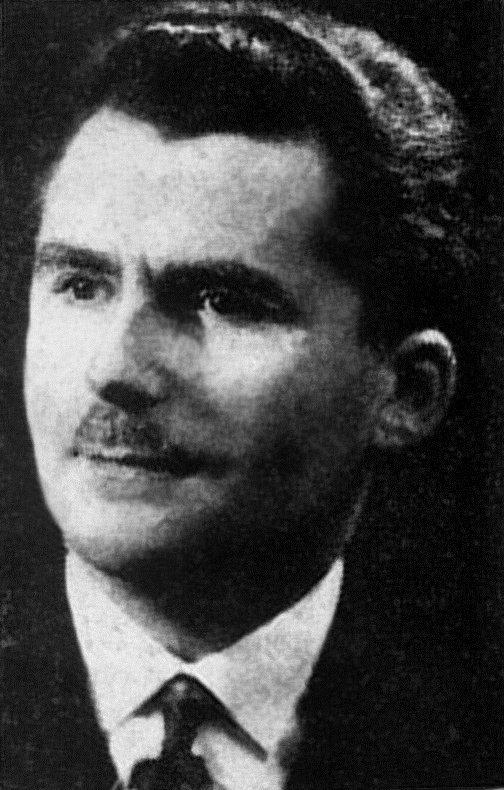
Paul Baudoin

Paul Baudouin (Parijs, 19 december 1894 – Parijs, 10 februari 1964) was een Franse politicus en minister in de Vichy-regering.

## Biografie
Baudouin werd geboren in een rijke familie en studeerde in 1914 af aan de École Polytechnique.  Hij was artillerie-officier en piloot tijdens de Eerste Wereldoorlog en werd na 1918 Inspecteur van Financiën.
Baudouin was adjunct-directeur en vervolgens directeur-generaal van de Banque d'Indochine (1930) en voerde vervolgens in 1935, 1938 en 1939 missies uit in Italië. Hij werd op 30 maart 1940 door Paul Reynaud benoemd tot onderstaatssecretaris bij de Présidence du conseil, secretaris van het Oorlogskabinet en secretaris van het Oorlogscomité.
Hij was minister van Buitenlandse Zaken van 17 juni tot 26 oktober 1940 in de regering van Philippe Pétain en daarna in die van Pierre Laval. Hij was een van de ondertekenaars van de wet van 3 oktober 1940 betreffende de status van de Joden.  De andere ondertekenaars waren Philippe Pétain, Pierre Laval, Raphaël Alibert, Marcel Peyrouton, Charles Huntziger, Yves Bouthillier en François Darlan.
Baudouin was van oktober tot december 1940 staatssecretaris bij de présidence du Conseil en na het vertrek van Pierre Laval als premier, was hij van december 1940 tot 2 januari 1941 minister van Informatie. Daarna keerde hij terug als president van de Banque d'Indochine (1941-1944).
Op 3 maart 1947 werd Baudouin veroordeeld tot een nationale vernedering, confiscatie van zijn eigendommen en vijf jaar dwangarbeid. In 1949 werd zijn straf omgezet in vijf jaar gevangenisstraf.